# Movilización social
La movilización social es un acto espontáneo (sin elaboración) de acción social por parte de las masas que implica una ética concreta. Pueden ser actos de protesta, boicots u otras manifestaciones. Puede ser pacífica (manifestación) o violenta (disturbios) y llevarse a cabo en el mundo físico o en el virtual (internet). Los politólogos Cas Mudde y Cristóbal Rovira Kaltwasser definen así el concepto de «movilización»: «el compromiso contraído por una amplia pluralidad de individuos para sensibilizar sobre un problema concreto, lo que les lleva a actuar colectivamente para apoyar su causa».
Esta movilización social también puede pretenderse con fines políticos y electorales, y realizarse a través de los medios digitales. Así, es frecuente encontrar afirmaciones generales sobre el poder de Internet dentro de las campañas electorales, que sostienen que “las redes sociales se han instituido en un formidable medio de movilización social y política”. Las tres principales funciones de las redes sociales para movilizar al electorado en campaña buscan 1. difundir y compartir información digital, 2. recaudar donaciones y 3. movilizar para la acción y reclutar voluntarios.